# Nassauischer Verein für Naturkunde
Im Jahr 1829 gründeten Bürger den heutigen Nassauischen Verein für Naturkunde in Wiesbaden, damals noch als Verein für Naturkunde im Herzogthum Nassau bezeichnet. Das Ziel war die Förderung und Streuung des Wissens in den Naturwissenschaften. Dieses Ziel wurde auch durch die Gründung eines Naturkundemuseums (die heutige Naturhistorische Sammlungen im Museum Wiesbaden) verfolgt. In der Region ist der Nassauische Verein für Naturkunde ein Forum für interessierte Laien und Fachwissenschaftler (z. B. Botanik, Zoologie, Geologie, Mineralogie, Paläontologie). Zusammen mit seinen Schriften zählt der Verein zu den naturwissenschaftlichen Gesellschaften Deutschlands.

## Geschichte

### Bildungsverhältnisse vor 1829
Bis ins frühe 19. Jahrhundert war Wiesbaden frei von wissenschaftlicher Aktivität. Die Grafen von Nassau hatten ihre Residenz in Idstein, und Klöster, wo Bildung hätte gepflegt werden können, fehlten in Wiesbaden. Auch als Fürst Karl von Nassau-Usingen 1744 den Regierungssitz des nicht mehr als 40.000 Einwohner zählenden Fürstentums Nassau-Usingen nach Wiesbaden verlegte, änderte sich diese Situation nur unwesentlich. Eine durchgreifende Veränderung brachte erst die Gründung des Herzogtums Nassau im Jahre 1806. Als Hauptstadt des neuen Staates erlebte Wiesbaden ein gewaltiges Wachstum und wurde auch zu dessen geistigem und kulturellem Zentrum. Hatte die Stadt 1800 gerade 2.200 Einwohner, waren es 1830 bereits viermal so viele. Bis 1900 sollte sich die Einwohnerzahl sogar auf 100.000 vervielfachen.
Ein Grund für das früh im 19. Jahrhundert aufkommende Interesse des Bürgertums an Bildung ist der Geist der Aufklärung seit der Französischen Revolution 1789. Das junge Herzogtum, das seine Gründung der Protektion Napoleons verdankte, tat sich mit Reformen und einer für damalige Verhältnisse modernen Gesetzgebung hervor. In dieser Aufbruchstimmung begann sich das Bürgertum in unterschiedlichsten Vereinen und Gesellschaften zu organisieren. Beispiele für Wiesbaden sind der „Nassauische Verein für Altertumskunde und Geschichtsforschung“ (1812), die „Casino-Gesellschaft“ (1816), der „Landwirtschaftliche Verein im Herzogthum Nassau“ (1820) und der „Verein für Naturkunde im Herzogthum Nassau“ (1829).

### Gründung und die Zeit bis 1866
Am 31. August 1829 kamen auf Einladung des Majors Anton Freiherr von Breidbach-Bürresheim (1791–1878) 141 Wiesbadener Bürger zur konstituierenden Sitzung des Vereins für Naturkunde im Herzogthum Nassau zusammen. Treffpunkt war das Erbprinzenpalais an der Wilhelmstraße, wo gleichzeitig das Naturhistorische Museum mit einer von Breidbach-Bürresheim gestifteten Vogelsammlung eröffnet wurde. Die Regierung übertrug die Verwaltung des Museums dem Verein und Zuschüsse für die Einrichtungs- und Betriebskosten erhielt. Der Vereinsvorsitzende bzw. Vereinsdirektor, wie es damals hieß, war meist ein hoher Beamter der herzoglichen Regierung, die so auch die Aktivitäten des Vereins kontrollieren wollte.
Neben von Bürresheim sind zwei weitere Persönlichkeiten als Gründer von Verein und Museum zu nennen. Zum einen der erste Direktor Friedrich Albert Pompejus von Arnoldi (1787–1838). Zum anderen der als Kolonialarzt in holländischen Diensten stehende Ernst Albert Fritze, der mit Stücken aus Indonesien die Sammlungen des Museums ungemein bereicherte. Den bedeutendsten Teil der jungen naturkundlichen Sammlung stellte aber die Insektensammlung des Frankfurter Bankiers Johann Christian Gerning (1745–1802) dar, die dessen Sohn Johann Isaak von Gerning nach Vermittlung Johann Wolfgang von Goethes nach Wiesbaden gegeben hatte.
Die 1840er Jahre markierten eine erste Blüte des Vereins, der zu dieser Zeit mehr als 500 ordentliche und eine große Zahl korrespondierender und Ehrenmitglieder hatte. Verbunden war diese Blüte vor allem mit dem Namen Carl Thomae, der seit 1836 als sachkundiger Secretär dem Direktor zur Seite gestellt wurde. Eine der wichtigsten Neuerungen Thomaes waren die seit 1838 stattfindenden wissenschaftlichen und populären Vorträge. 1844 erschien das erste Jahrbuch des Vereins, das zunächst Messdaten aus vier meteorologischen Stationen und Wasserstandsmessungen von Rhein, Lahn und Main enthielt. Bis heute sind über hundert Bände der Jahrbücher erschienen, und viele bedeutende wissenschaftliche Arbeiten zur Geologie und Biologie der Region sowie zum Inhalt der naturwissenschaftlichen Sammlungen des Museums wurden hier publiziert. Bedeutende Wissenschaftler im Verein waren damals die Geologen Guido und Fridolin Sandberger sowie die Chemiker Emil Erlenmeyer und Carl Remigius Fresenius, die später an verschiedenen Universitäten wirkten.

### Preußische Zeit von 1866 bis 1918
Mit der Annexion durch Preußen endete im Jahre 1866 die kurze Geschichte des Herzogtums Nassau und der Verein erhielt einen neuen Namen, den er bis heute trägt: Nassauischer Verein für Naturkunde. Insgesamt vollzog sich der Übergang von der herzoglich-nassauischen zur königlich-preußischen Zeit im Verein aber ohne Schwierigkeiten. Zwar kam es zu Mitgliederschwund, da einige Hof- und Regierungsbeamte und Offiziere das Land verließen. Dies wurde jedoch durch neue Mitglieder, darunter auch die ersten fünf Frauen, ausgeglichen.
In den 1870er Jahren konnte dank einer Reihe von Schenkungen und der Aktivitäten der beiden Apotheker und Botaniker Leopold Fuckel und Anton Vigener die Sammlungen ausgebaut werden.
Weitere erwähnenswerte Persönlichkeiten sind der Insektenforscher und langjährige Sekretär des Vereins Carl Ludwig Kirschbaum sowie der Geologe und Fledermausexperte Carl Koch. Letzterer war vor allem wegen seiner Rolle als Ratgeber der Stadt Wiesbaden in Fragen der Trinkwasserversorgung, aber auch wegen seiner großen Leistungen als Landesgeologe unvergessen. Als er 1882 verstarb, wurde ihm deshalb ein Denkmal im Nerotal gestiftet. Ebenfalls eine prägende Persönlichkeit des ausgehenden 19. und frühen 20. Jahrhunderts war der Ohrenarzt und Schmetterlingsforscher Arnold Pagenstecher, der von 1882 bis zu seinem Tode 1913 als Vereinssekretär und Inspektor des Museums sowie ab 1900 als Direktor über 30 Jahre für Verein und Museum tätig war.
Im Jahr 1900 übernahm die Stadt Wiesbaden das Naturkundemuseum von der preußischen Regierung und verpflichtete sich für einen Neubau zu sorgen, da der alte aus allen Nähten platzte. Neben dem Naturkundemuseum sollte dieser Bau auch die Gemäldegalerie und die Sammlung Nassauischer Altertümer aufnehmen. Finanzielle Schwierigkeiten und Querelen um das architektonische Konzept verzögerten den Neubau zunächst. Schließlich wurde der bekannte Architekt Theodor Fischer mit der Planung betraut. Im Januar 1912 stellte dieser der Stadt seine Pläne vor. Ein Jahr später wurde mit dem Bau begonnen und trotz des Krieges konnten die Arbeiten 1915 im Wesentlichen abgeschlossen werden. Noch im selben Jahr erfolgte der Umzug von Verein und Sammlungen in das neue Gebäude.

### Weimarer Republik und Zeit des Nationalsozialismus
Nach dem Krieg steht für den Verein die Einrichtung des neuen Museums im Vordergrund und am 15. Juli 1920 wird die Städtische naturwissenschaftliche Sammlung für Besucher geöffnet. Auf der Freitreppe wird das Goethedenkmal des Bildhauers Hermann Hahn aufgestellt. Den Verein leitete seit 1913 Heinrich Fresenius. Unter ihm wurde eine neue Satzung erarbeitet. Der Vereinsdirektor heißt jetzt Vorsitzender und es kommt zu einer Trennung von Vereins- und Museumsleitung. In den 1920er Jahren gelang es dem Verein trotz großer finanzieller Probleme, weiter regelmäßig die Jahrbücher – in reduziertem Umfang – zu publizieren und erfolgreich Vorträge zu veranstalten.
1924 stirbt der Vereinsvorsitzende, der Geologe August Leppla, und sein Nachfolger wird der Gymnasialdirektor Friedrich Heineck, der dieses Amt – mit einer längeren Unterbrechung – bis ins Jahr 1960 ausüben sollte. Heineck richtet das Museum stärker an den Bedürfnissen des Publikums aus und sieht die Hauptaufgabe der Sammlungen darin, den Besucher zu belehren. Ihm zur Seite steht der Geologe Max Galladé, von dem das geologische Relief der Region im Museum stammt. Weiter sind zu nennen der Kustos der Zoologie Christian Fetzer und der Präparator Joseph Burger, die großen Anteil am Auf- und Ausbau der Schausammlung des Museums während der 1920er Jahre haben.
Während der Zeit des Nationalsozialismus änderten sich auch die Verhältnisse in Verein und Museum. 1938 trat Heineck als Vorsitzender zurück, und Karl Fill übernahm den Vorsitz des Vereins sowie die Museumsleitung. Mit Ausbruch des Krieges schloss das Museum seine Tore und wurde bis 1949 für das Publikum nicht mehr geöffnet. Ein Teil des Personals wurde zum Militär eingezogen und Friedrich Heineck vertrat Karl Fill als Direktor. Trotz starker Einschränkungen führte der Verein bis 1944 Vorträge und Exkursionen durch. 1941 erschien das vorläufig letzte Jahrbuch. Neben den im Krieg gefallenen und getöteten Vereinsmitgliedern ist insbesondere der Verlust der jüdischen Mitglieder zu bedauern.

### Zeit nach 1945
1946 wurde erneut Friedrich Heineck als Vorsitzender gewählt, der den Verein noch weitere 14 Jahre leiten sollte. Im Winter 1946/47 wurden die Vorträge wieder aufgenommen, 1947 die ersten Exkursionen veranstaltet.
Zwar hatte das Museum den Krieg relativ gut überstanden, ein Bombenangriff im Februar 1945 aber viele Fenster und Vitrinen zertrümmert und ein großes Chaos angerichtet. Die Aufräumarbeiten liefen zunächst schleppend, da es an Personal fehlte. Erst 1948, als der Zoologe Fritz Neubaur seine Tätigkeit im Museum aufnahm und Friedrich Heineck sich als ehrenamtlicher Leiter der geologischen Abteilung widmete, gelang dieses. Nach Freigabe durch die amerikanische Verwaltung konnten die ersten drei Säle ab März 1949 zunächst für Schulklassen, ab August 1950 die meisten Säle für den allgemeinen Besuch geöffnet werden. Im März 1951 folgte der Insektensaal und im Sommer 1952 schließlich der Saal einheimischer Tiere.
Eine weitere prägende Figur der Nachkriegszeit war der Geologe und Direktor des Hessischen Landesamtes für Bodenforschung Professor Franz Michels. Er leitete zahlreiche Exkursionen und setzte sich vielfältig für den Verein ein. 1960 übernahm er das Amt des Vorsitzenden, während seine Frau Elfriede als Graphikerin Heineck bei der Gestaltung der Ausstellung tatkräftig unterstützte. Seit 1956 half auch Karl Fill wieder im Museum. 1963 installierte er das Aquarium im Museum, das fast drei Jahrzehnte die Wiesbadener Bevölkerung erfreute, bis es 1991 aufgelöst wurde.

### Ab 1973
Mit der Übernahme des Museums durch das Land Hessen am 1. Januar 1973 verliert das Naturkundliche Museum seine Eigenständigkeit. Direktor des Museums wird der Leiter der Kunstsammlung U. Schmidt. 1996 übernahm der Geologe Hans-Jürgen Anderle die Leitung des Vereins und setzte sich vehement für die Verbesserung der Situation der Naturwissenschaftlichen Sammlung im Museum ein. Neu eingeführt wurden Herbsttagungen an wechselnden Orten des Nassauer Landes, z. B. in Runkel, Villmar, Idstein, Zollhaus, Breitscheid, Oberursel, Bad Schwalbach, Geisenheim, Hadamar usw. Diese Tagungen, aber auch Aktivitäten im Naturschutzbereich und der Einsatz für die Naturwissenschaftliche Sammlung erhöhten den Bekanntheitsgrad des Vereins und führten dazu, dass seit 1997 wieder vermehrt neue Mitglieder gewonnen werden konnten. 1999 übersprang der Verein wieder die 300-Mitgliedermarke; die Zahl der ordentlichen Mitglieder liegt auch heute noch auf diesem Niveau.

### Direktoren / Vorsitzende
- 1829–1839: Friedrich Albert Pompejus von Arnoldi
- 1836–1849: Carl Thomae
- 1839–1848: Emil August von Dungern
- 1849–1854: Friedrich von Wintzingerode
- 1849–1855: Fridolin Sandberger
- 1854–1858: Christian Faber
- 1855–1880: Carl Ludwig Kirschbaum
- 1858–1864: Heinrich von Wintzigerode
- 1864–1874: Carl Remigius Fresenius
- 1874–1890: Lothar von Wurmb
- 1880–1882: Carl Koch
- 1882–1900: Arnold Pagenstecher
- 1890–1898: Viktor von Tepper-Laski
- 1898–1900: Richard Wentzel
- 1900–1913: Arnold Pagenstecher
- 1913–1920: Heinrich Fresenius
- 1920–1924: August Leppla
- 1925–1938: Friedrich Heineck
- 1938–1945: Karl Fill
- 1946–1960: Friedrich Heineck
- 1960–1970: Franz Michels
- 1970–1980: Hans-Joachim Lippert
- 1980–1996: Ernst Pauly
- 1996–2012: Hans-Jürgen Anderle
- 2012–2013: Benedikt Toussaint (kommissarisch)
- seit 2013: Helmut Arnold

## Aufgaben und Projekte
Zu den wichtigsten Zielen gehört es, das Interesse an der Natur und an ihrem Schutz zu wecken. Der Verein vermittelt dazu naturwissenschaftliche Erkenntnisse an ein breiteres Publikum. Diesem Ziel dienen:
- Veranstaltung von Vorträgen zu aktuellen Themen der Naturwissenschaften
- Ausflüge und Exkursionsführungen zu naturkundlichen Zielen
- Praktische Naturschutzarbeit
- Führungen durch die Naturhistorischen Sammlungen des Museums Wiesbaden (NHS)
- Ehrenamtliche Mitarbeit im Museum
- Einsatz für Erhalt, Ausbau und moderne Präsentation des Museums
- Herausgabe der Jahrbücher mit allgemein verständlichen wissenschaftlichen Aufsätzen
- Information von Mitgliedern und Öffentlichkeit durch Mitteilungs-Hefte
- Herausgabe von Sonderbänden zu naturkundlichen Themen
- Veranstaltung von jährlichen Naturkundetagen an Orten außerhalb Wiesbadens
- Auskünfte zu aktuellen naturkundlichen Fragen

## Publikationen

### Jahrbücher des Nassauischen Vereins für Naturkunde
Die Jahrbücher (ISSN 0368-1254) erscheinen seit 1844 fortlaufend, bis 1864 unter dem Titel Jahrbücher des Vereins für Naturkunde im Herzogthum Nassau. Sie bieten Fachleuten und Amateuren ein Forum, ihre Beobachtungen aus allen Gebieten der Naturkunde und des Naturschutzes der Öffentlichkeit mitzuteilen. Über 1.600 Aufsätze zu allen Bereichen der Naturkunde sind bisher erschienen. Regional beziehen sich die Artikel überwiegend auf das Gebiet des ehemaligen Herzogtums Nassau, also auf Teile von Hessen und Rheinland-Pfalz von der Rhein-Main-Linie im Süden bis in den Westerwald und das Dillgebiet nach Norden.
Die Bände enthalten beispielsweise die Beschreibung der nassauischen Fledermäuse von Carl Koch, zahlreiche Aufsätze über Schmetterlinge von dem Bornicher Pfarrer August Fuchs, die Analysen des Wiesbadener Kochbrunnens (von 1850 bis 1972) und anderer Mineral- und Thermalquellen von Carl Remigius Fresenius sowie von Heinrich, Ludwig und Wilhelm Fresenius, frühe Beiträge zur Geologie, Paläontologie und Mineralogie der Region von Guido und Fridolin Sandberger, die Beschreibung der Moose und Flechten des Taunus von Wilhelm Bayrhoffer und der Pilze von Fuckel, die nassauischen Mollusken von Wilhelm Kobelt und die Käfer von Nassau und Frankfurt von Lucas von Heyden.
Durch viele grundlegende Aufsätze sowie Kataloge und Verzeichnisse der dort aufbewahrten Originale dokumentieren die Jahrbücher auch die Bestände der Naturhistorischen Sammlungen des Museums Wiesbaden. Diese Bestände wiederum sind eine unverzichtbare Quelle für die heutigen Forschungen zur Erhaltung der Artenvielfalt der Erde (Biodiversitätsforschung).

### Mitteilungen des Nassauischen Vereins für Naturkunde
Finanzielle Probleme führten dazu, dass die Jahrbücher in den 1960er und 1970er Jahren nur noch alle zwei, später zeitweise sogar nur alle drei Jahre erschienen. Um trotzdem die Mitglieder zeitnah über Neuigkeiten in Verein und Museum sowie über Exkursionen, Tagungen, Ausstellungen und Aktuelles aus den Naturwissenschaften zu informieren, wurde 1977 mit den Mitteilungen des Nassauischen Vereins für Naturkunde (ISSN 0946-9427) ein zweites Publikationsorgan geschaffen. Die Mitteilungshefte erscheinen heute – wie auch die Jahrbücher – regelmäßig einmal im Jahr.

### Weitere Schriften
Insbesondere dienen die unregelmäßig erscheinenden Exkursionsberichte als Zusammenfassungen zu naturwissenschaftlichen Themen. Auch gibt der Verein Sonderbände im Rahmen der Jahrbücher heraus, wie beispielsweise die Geologie und hydrothermale Mineralisationen im rechtsrheinischen Schiefergebirge von Thomas Kirnbauer oder die Streifzüge durch die Natur von Wiesbaden und Umgebung.

## Ehrenmitglieder
Die Jahreszahl in Klammern gibt das Jahr der Ernennung an.
- Hans-Jürgen Anderle, Geologe, Wiesbaden (2012)
- Jakob Auerbach, Secretär der K. naturforschenden Gesellschaft Moskau (1853)
- Wilhelm Bayrhoffer, Buchdrucker, Brunnenbauer, Botaniker, Lorch (1844)
- Joachim Barrande, Ingenieur, Paläontologe, Prag (1881)
- Anton Freiherr von Breidbach-Bürresheim, Major und Flügeladjutant, Aschaffenburg (1874)
- Graf Brune de Mons, Plantagenbesitzer, Havanna, Kuba (vor 1881)
- Leopold von Buch, Geologe, Mitglied der Academie der Wissenschaften, Berlin (1850)
- Robert Wilhelm Bunsen, Chemiker, Heidelberg (vor 1881)
- Walter Czysz, Chemiker, Historiker, Wiesbaden (2004)
- Ernst Heinrich von Dechen, Königlich Preußischer Berghauptmann, Bonn (vor 1881)
- Ludwig Dreyer, Kaufmann, Bakteriologe, Wiesbaden (1918)
- Laurent-Guillaume de Koninck, Lüttich (1851)
- Georg Eberle, Studienrat, Wetzlar (1953)
- Emil Erlenmeyer, Chemiker, Heidelberg (1855)
- Graf zu Eulenburg, Präsident von Lothringen (1872)
- Seine Kaiserliche Hoheit der Erzherzog Stephan von Österreich (1851)
- Erna Fiedler, Wiesbaden (1993)
- Paul Fiedler, Lehrer, Wiesbaden (1993)
- Gotthelf Fischer von Waldheim, Präsident der K. naturforschenden Gesellschaft zu Moskau (1852)
- Carl Remigius Fresenius, Chemiker, Geheimer Hofrath, Wiesbaden (1899)
- Heinrich Fresenius, Chemiker, Wiesbaden (1918)
- Theodor Wilhelm Fresenius, Chemiker, Wiesbaden (1929)
- Wilhelm Nils Fresenius, Chemiker, Wiesbaden (1999)
- Hanns Bruno Geinitz, Geologe, Geheimer Hofrath, Dresden (vor 1900)
- Ernst Haeckel, Zoologe, Jena (1894)
- Wilhelm von Haidinger, k. u. k. Sectionsrath und Director der geologischen Reichsanstalt zu Wien (1852)
- William John Hamilton, Secretär der geologischen Gesellschaft, London (1853)
- Lutz Heck, Zoodirektor i. R., Wiesbaden (1972)
- Ulrich Hecker, Botaniker, Mainz (2009)
- Friedrich Heineck, Oberstudiendirektor, Wiesbaden (1937)
- Lucas von Heyden, Hauptmann (vor 1916)
- Fritz Heyelmann, Studienrat, Wiesbaden (1975)
- Emmy Heyelmann, Wiesbaden (1993)
- Moritz Hörnes, erster Custos-Adjunkt am k. k. Hof-Mineralien-Cabinet, Wien (1854)
- Adolf Kadesch, Botaniker, Wiesbaden (1929)
- Heinz Kalheber, Runkel (2009)
- Emanuel Kayser, Geologe, Marburg (1926)
- Carl Ludwig Kirschbaum, Gymnasiallehrer, Entomologe, Wiesbaden (vor 1880)
- Eberhard Kümmerle, Geologe, Martinsthal (2014)
- Viktor August Graf zu Leiningen-Westerburg-Altleiningen, Vice-Gouverneur der Bundesfestung zu Mainz (1844)
- Karl Cäsar von Leonhard, Geologe, Geheimer Rath, Heidelberg (1853)
- Hans-Joachim Lippert, Geologe, Wiesbaden (1994)
- Franz Michels, Geologe, Dir. Landesamt für Bodenforschung, Wiesbaden (1955)
- Richard Mohr, Oberursel (2009)
- Carl Friedrich Naumann, Geologe, Mineraloge, Leipzig (1851)
- Fritz Neubaur, Zoologe, Museumsdirektor, Wiesbaden (1961)
- Johann Jacob Nöggerath, Oberbergrat, Bonn (1843)
- Friedrich Odernheimer, Geologe, Mineraloge, Geheimer Bergrath, Wiesbaden (1853)
- Arnold Pagenstecher, Geh. Sanitätsrat, Schmetterlingsforscher, Wiesbaden (1908)
- Ernst Pauly, Geologe, Wiesbaden (1999)
- Karl Peters, Ziegeleibesitzer, Wiesbaden (1940)
- Emil Pfeiffer, Arzt, Geheimer Sanitätsrat, Wiesbaden (1920)
- Manfred Richter, Chemiker, Weilburg-Hirschhausen (1999)
- Friedrich Adolph Roemer, Königlich Hannoverischer Bergamtsassessor, Clausthal (1850)
- von Rößler, Oberförster, Michelbach (1855)
- Franz Rudio, Apotheker, Botaniker, Weilburg (1858)
- Fridolin Sandberger, Geologe, Mineraloge, Karlsruhe (vor 1881)
- Philipp Adolph Schenck, Bienenforscher, Weilburg (1876)
- Franz Staffel, Arzt, Geheimer Sanitätsrat, Wiesbaden (vor 1935)
- Witigo Stengel-Rutkowski, Hydrogeologe, Wiesbaden (2012)
- Christian Ernst Stifft, Geheimer Rath, Biebrich (1849)
- Carl Thomae, Museumsdirektor, Wiesbaden (1851)
- Carl Thomae, Schulrat, Hamburg (1937)
- Karl Touton, Arzt, Wiesbaden (1929)
- Fritz Travers, Oberbürgermeister, Wiesbaden (1929)
- Anton Vigener, Apotheker, Wiesbaden (1910)
- Justus Weiler, Kaufmann, Hamburg (1913)
- Karl Weimer, Botaniker (vor 1989)
- Freiherr Fritz von Wintzingerode, K. Preußischer Regierungs-Vizepräsident, Potsdam (1854)
- Lothar von Wurmb, Regierungs-Präsident, Wiesbaden (1889)
- Erhard Zenker, Präparator, Wiesbaden (1999)
- Dieter Zingel, Chemiker, Ornithologe, Wiesbaden (2004)